# Chlorellales
Chlorellales, red zelenih algi iz razreda Trebouxiophyceae. Sastoji se od 4 imenovane porodice, plus incertae sedis, i ukupno 548 priznatih vrsta.
Rod Ctenocladus Borzì, 1883, po nekima čini posebnu porodicu Ctenocladaceae.

## Porodice
1. Chlorellaceae Brunnthaler 223
2. Chlorellales incertae sedis 4
3. Eremosphaeraceae 7
4. Nephrocytiaceae T.S.Garcia, Bagatini & Štenclová 10
5. Oocystaceae Bohlin304